# 856年達姆甘地震
856年達姆甘地震發生於西元856年12月22日（希曆242年）。地震震級估計為7.9級，最大強度為麥加利強度表上的X級。極震區（破壞最嚴重的區域）沿著現今伊朗厄爾布爾士山脈東部南緣延伸約350公里（220英里），包括塔巴里斯坦和戈爾甘的部分地區。地震震央估計位於達姆甘附近，該市當時是波斯庫米斯省的首府。
856年達姆甘地震造成約20萬人死亡，被美國地質調查局列為歷史上第六致命地震。856年達姆甘地震死亡人數一直存在爭議。